# Costanzo I Sforza

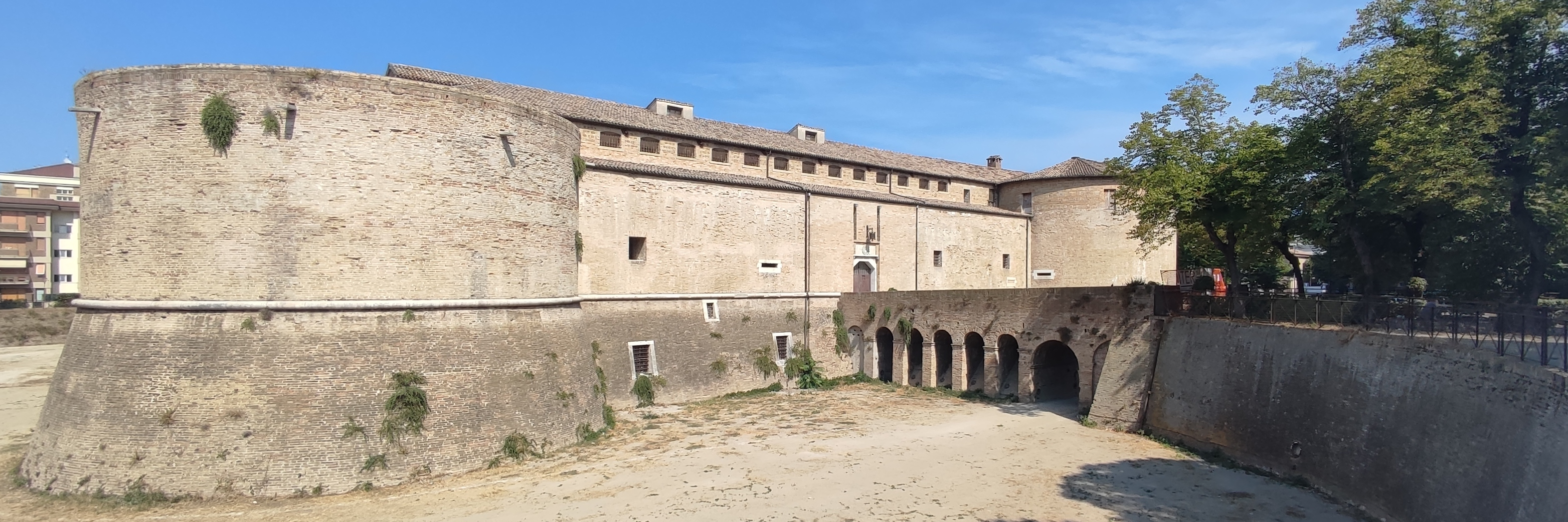
Pesaro, Rocca Costanza

Costanzo I Sforza (Pesaro, 5 luglio 1447 – Pesaro, 19 luglio 1483) è stato un condottiero italiano, signore di Gradara e Pesaro.

## Biografia
Costanzo I Sforza era figlio di Alessandro Sforza e di Costanza da Varano, sua prima moglie. Succedette al padre (1473) nella signoria di Pesaro e la mantenne sino alla morte.
Fu un valoroso uomo d'armi e prese parte a molte guerre del suo tempo, il che non gli impedì di essere anche un mecenate e mite reggente della città, che a lui deve la costruzione della rocca.
Il cronista ferrarese Bernardino Zambotti, in occasione dell'arrivo nel 1482 di Costanzo a Ferrara in aiuto al duca Ercole I d'Este nella guerra contro i veneziani, lo descrive «de etade de anni 35, bello de corpo, sano e animoso». Lasciò Ferrara poco prima dell'arrivo di Alfonso d'Aragona duca di Calabria, con cui era in lite.
Morì il 19 luglio 1483, ufficialmente "de flusso", ma il popolo tenne per certo che fosse stato avvelenato per questioni politiche. Gli succedette nel dominio dei feudi il figlio naturale Giovanni Sforza.

## Discendenza
Costanzo I Sforza si sposò nel 1475 con Camilla "Covella" Marzano d'Aragona, figlia di Marino Marzano, principe di Rossano e 6º duca di Sessa, e di Eleonora d'Aragona, figlia naturale e legittimata del Re del Regno di Napoli Alfonso V d'Aragona, ma la coppia non ebbe figli, poiché la donna andò incontro a due aborti
Costanzo ebbe però due figli naturali da Fiore di Ugolino Boni:
- Giovanni, suo successore nella signoria di Pesaro;[1]
- Galeazzo, ultimo signore di Pesaro.[1]

## Ascendenza
|                        |                       |                       | Genitori                  |  |  | Nonni |  |  | Bisnonni           |  |  | Trisnonni       |  |
|                        |                       |                       |                           |  |  |       |  |  | Giovanni Attendolo |  |  | Muzio Attendolo |  |
|                        |                       |                       |                           |  |  |       |  |  | Giovanni Attendolo |  |  | Muzio Attendolo |  |
|                        |                       | …                     |                           |  |  |       |  |  | Giovanni Attendolo |  |  |                 |  |
| Muzio Attendolo Sforza |                       |                       |                           |  |  |       |  |  | Giovanni Attendolo |  |  |                 |  |
|                        |                       | Elisa Petraccini      | …                         |  |  |       |  |  |                    |  |  |                 |  |
|                        |                       | Elisa Petraccini      | …                         |  |  |       |  |  |                    |  |  |                 |  |
|                        |                       | Elisa Petraccini      | …                         |  |  |       |  |  |                    |  |  |                 |  |
| Alessandro Sforza      |                       | Elisa Petraccini      |                           |  |  |       |  |  |                    |  |  |                 |  |
|                        |                       | ?                     | …                         |  |  |       |  |  |                    |  |  |                 |  |
|                        |                       | ?                     | …                         |  |  |       |  |  |                    |  |  |                 |  |
|                        |                       | ?                     | …                         |  |  |       |  |  |                    |  |  |                 |  |
| Lucia Terzani          |                       | ?                     |                           |  |  |       |  |  |                    |  |  |                 |  |
|                        |                       | ?                     | …                         |  |  |       |  |  |                    |  |  |                 |  |
|                        |                       | ?                     | …                         |  |  |       |  |  |                    |  |  |                 |  |
|                        |                       | ?                     | …                         |  |  |       |  |  |                    |  |  |                 |  |
| Costanzo I Sforza      |                       | ?                     |                           |  |  |       |  |  |                    |  |  |                 |  |
|                        | Rodolfo III da Varano | Gentile III da Varano |                           |  |  |       |  |  |                    |  |  |                 |  |
|                        | Rodolfo III da Varano | Gentile III da Varano |                           |  |  |       |  |  |                    |  |  |                 |  |
|                        | Rodolfo III da Varano | Teodora Salimbeni     |                           |  |  |       |  |  |                    |  |  |                 |  |
| Piergentile da Varano  | Rodolfo III da Varano |                       |                           |  |  |       |  |  |                    |  |  |                 |  |
|                        |                       | Costanza Smeducci     | …                         |  |  |       |  |  |                    |  |  |                 |  |
|                        |                       | Costanza Smeducci     | …                         |  |  |       |  |  |                    |  |  |                 |  |
|                        |                       | Costanza Smeducci     | …                         |  |  |       |  |  |                    |  |  |                 |  |
| Costanza da Varano     |                       | Costanza Smeducci     |                           |  |  |       |  |  |                    |  |  |                 |  |
|                        |                       | Galeazzo Malatesta    | Malatesta IV Malatesta    |  |  |       |  |  |                    |  |  |                 |  |
|                        |                       | Galeazzo Malatesta    | Malatesta IV Malatesta    |  |  |       |  |  |                    |  |  |                 |  |
|                        |                       | Galeazzo Malatesta    | Elisabetta da Varano      |  |  |       |  |  |                    |  |  |                 |  |
| Elisabetta Malatesta   |                       | Galeazzo Malatesta    |                           |  |  |       |  |  |                    |  |  |                 |  |
|                        |                       | Battista Malatesta    | Antonio II da Montefeltro |  |  |       |  |  |                    |  |  |                 |  |
|                        |                       | Battista Malatesta    | Antonio II da Montefeltro |  |  |       |  |  |                    |  |  |                 |  |
|                        |                       | Battista Malatesta    | Teodora Gonzaga           |  |  |       |  |  |                    |  |  |                 |  |
|                        |                       | Battista Malatesta    |                           |  |  |       |  |  |                    |  |  |                 |  |